# Estadio Pioneros de Itaipú
El Estadio Pioneros de Itaipú  (también llamado Estadio de los Obreros) es un estadio de fútbol de Paraguay situado en el municipio de Hernandarias, en el departamento de Alto Paraná. 
Es propiedad del Club Atlético Obreros Unidos, de tercera división y posee una capacidad para 2000 espectadores sentados, así como tres canchas auxiliares más pequeñas para entrenamientos, una cancha de fútbol de salón y una cancha de basketball.
El lugar en ocasiones es usado por algunos equipos de la Liga Hernandariense de Fútbol (cuarta división), así como para ciertos eventos sociales del barrio.
Se encuentra ubicado en la zona conocida como Área 6 (Barrio Conavi), a 1 km de la ruta PY07 y cerca del acceso a la Central Hidroeléctrica de Itaipú.

## Origen del nombre
El estadio recibe el nombre de Pioneros de Itaipú en honor a todos los trabajadores que participaron de la construcción y funcionamiento de la Represa de Itaipú (entre 1975 a 1984), lo cual dio origen al barrio donde fueron ubicados los obreros y sus familias, siendo los pioneros o primeros en establecerse y desarrollar la zona, en el cual hoy se sitúa el predio del club.
También es conocido popularmente como Estadio de los Obreros Unidos o simplemente Estadio de los Obreros, por el nombre del club y porque originalmente era solo utilizado por los trabajadores de la Central Hidroeléctrica.

## Historia
En sus primeros años el predio era solo una cancha en medio del denso bosque de la zona, pero con el paso del tiempo fue creciendo a la par que la ciudad de Hernandarias. En abril del año 2022 el recinto fue remodelado modestamente y ampliado hasta alcanzar su capacidad actual de 2.000 espectadores sentados, esto debido a que el club debía cumplir ciertos requisitos para ingresar a la Primera División B Nacional (tercera división).